# Xanthocalanus typicus
Xanthocalanus typicus är en kräftdjursart som först beskrevs av T. Scott 1894.  Xanthocalanus typicus ingår i släktet Xanthocalanus och familjen Phaennidae. Inga underarter finns listade i Catalogue of Life.